# Playa Buyé
 Buyé  es una playa famosa del municipio de Cabo Rojo, al suroeste de Puerto Rico. Sus aguas tranquilas y su ancha franja de arena,  así como una arboleda frondosa que da sombra a lo largo de toda la costa, la convierten en una de las principales atracciones de la zona turística Porta del Sol.

## Espacio de recreación
La playa, a la que se accede tomando la carretera PR 307, se caracteriza por sus aguas cristalinas y mansas, ya que la baña el mar Caribe,  de modo que no hay fuertes corrientes, siendo así más segura para los bañistas. Hay áreas de pícnic y barbacoa, restaurantes, baños y cabañas de alquiler para toda la familia. Es ideal para ver el atardecer, cuando los rayos del sol transforman la tonalidad blanca de la arena, intensifican el verdor de los árboles y resaltan el azul celeste reflejado en el mar.  Su nombre se debe a que en la localidad vecina se encontraba la hacienda del supuesto pirata Juan Bautista Buyé, durante el siglo XIX.

## Recurso natural
Se trata de una playa de arena de grano grueso, cuyos sedimentos son suaves, parte de un importante ecosistema que sostiene una diversa flora y fauna. A lo largo de la costa suroeste de Cabo Rojo anidan la tortuga verde, el carey y el tinglar; se puede observar delfines, ballenas y manatíes; y avistar más de 50 especies de aves.

## Historia del nombre Buyé
En los nombres de los lugares se registran a acontecimientos, la vida cotidiana de sus primeros pobladores, palabras de raíces indígenas  e incluso juegos de ingenio. Con el tiempo y el olvido adquieren visos de leyenda. El nombre de Playa Buyé, en Cabo Rojo, es un ejemplo. Situada en el entorno del sector  Guaniquilla del Barrio Pedernales, adorna su belleza con un aura de leyenda en las figuras de los piratas que la usaron como refugio y de las comunidades indígenas que la habitaron. Las entrevistas realizadas para completar este breve informe revelaron que incluso algunos funcionarios municipales desconocen el origen del nombre y lo relacionan con un vocablo indígena. 